# Victoria Stoiciu
Victoria Stoiciu (n. 14 mai 1979, RSS Moldovenească, URSS) este un politician român, aleasă în 2024 senator de Vaslui din partea Partidului Social Democrat (PSD). Ea a fost coordonatoare de programe la Fundația Friedrich Ebert România și a publicat în reviste și platforme de analiză politică și socială precum Critic Atac, Dilema Veche, DOR, Republica.ro.

## Educație
În 2001 și-a luat licența în științe politice la Școala Națională de Studii Politice și Administrative (SNSPA), București iar în perioada 2001-2005 a făcut studii postuniversitare în relații internaționale, la aceeași facultate.
În 2019 a obținut Doctoratul în științe politice, Universitatea Babeș-Bolyai, Cluj-Napoca. Ea a absolvit Școala Europeană pentru Democrație din cadrul Consiliului Europei și a fost bursieră a Transatlantic Forum on Migration and Integration (German Marshall Fund).

## Biografie

### Cercetare și implicare civică
În 2006 a început colaborarea cu Fundația Friedrich Ebert România unde a fost coordonatoare de programe până în 2023. Stoiciu a fost cercetător și corespondent la nivel național pentru Rețeaua de corespondenți EUROFOUND România.
A publicat în reviste și platforme de analiză politică și socială precum Critic Atac, Dilema Veche, DOR, Republica, România Liberă.
În 2024 a coordonat împreună cu Sorin Gog, volumul Ce urmează după neoliberalism - Pentru un imaginar politic alternativ, volum publicat la Presa Universitară Clujeană.

### Carieră politică
În iunie 2023 devine consilier de stat în cadrul Cancelariei prim-ministrului, în cadrul cabinetului lui Marcel Ciolacu. În august 2024 face parte din echipa lui Marcel Ciolacu la alegerile interne din PSD și devine vicepreședintă responsabilă pentru relația cu ONGurile și dialogul civic.

### Senator (2024–prezent)
La alegerile din 2024 a candidat pe listele PSD din Vaslui și a obținut un mandat de senatoare. În Senat este președintă a Comisiei pentru drepturile omului, egalitate de șanse, culte și minorități și membru al Comisiei pentru muncă, familie și protecție socială și Comisia pentru învățământ, știință și inovare. Pe 25 iunie 2025, ea s-a referit la senatorul AUR Mihail Neamțu drept „Un bădăran misogin” pentru că a publicat o fotografie trucată cu Oana Țoiu.